# Konstrakta
Ana Ignjatović også kendt som Konstrakta (født 12. oktober 1978) er en Serbisk sanger og sangskriver. Hun har repræsenteret Serbien ved Eurovision Song Contest 2022 i Torino med sangen "In corpore sano" og kom på en 5. plads i finalen.